# اتفاقية أسوأ أشكال عمل الأطفال
اتفاقية بشأن حظر والإجراءات الفورية للقضاء على أسوأ أشكال عمل الأطفال المعروفة أيضا باسم اتفاقية أسوأ أشكال عمل الأطفال التي اعتمدت من قبل منظمة العمل الدولية في عام 1999 تحت رقم 182 ضمن اتفاقيات منظمة العمل الدولية. هي إحدى اتفاقيات منظمة العمل الدولية الأساسية الثمانية.
قبل التصديق على هذه الاتفاقية رقم 182 فإن البلد ملتزم باتخاذ إجراءات فورية لمنع والقضاء على أسوأ أشكال عمل الأطفال. الاتفاقية تتمتع بأسرع وتيرة تصديقات في تاريخ منظمة العمل الدولية منذ عام 1919.
برنامج منظمة العمل الدولية الدولية للقضاء على عمل الأطفال هو المسؤول عن مساعدة البلدان في هذا الصدد فضلا عن رصد الامتثال. إحدى الطرق التي يستخدمها البرنامج الدولي لمساعدة البلدان في هذا الصدد هي برامج محددة زمنيا.
اعتمدت منظمة العمل الدولية أيضا توصية أسوأ أشكال عمل الأطفال رقم 190 في عام 1999. تحتوي هذه التوصية من بين أمور أخرى على توصيات بشأن أنواع المخاطر التي ينبغي النظر فيها لإدراجها ضمن تعريف القطرية من أسوأ المخاطر التي يواجهها الأطفال نموذج في العمل .